# Elissa Steamer
Elissa Steamer (Fort Myers, 31 luglio 1975) è una skater statunitense.

## Biografia
Elissa Steamer ha iniziato a fare skateboard nel 1989.  Il suo primo sponsor è stato Toy Machine, che includeva il fondatore Ed Templeton, Chad Muska, Mike Maldonado, Jamie Thomas, e Brian Anderson.  È apparsa in due film di Toy Machine, Welcome to Hell e Jump Off a Building.
Nel 1998, Steamer lascia Toy Machine ed entra in Bootleg, una divisione di Baker.  Dopo la fine di Bootleg, si unisce a Zero, l'azienda di Jamie Thomas.  
Nel 2012, lascia Zero e nel 2013, fonda la sua azienda, Gnarhunters, che è distribuita da Baker.
È apparsa nei primi cinque videogiochi di Tony Hawk's Pro Skater e l'ultimo capitolo, Tony Hawk's Pro Skater 1+2. 
Steamer è queer e vive con la sua fidanzata, Rachel Garcia, a San Francisco.

## Videografia
- Toy Machine: Welcome to Hell (1996)
- Toy Machine: Jump Off a Building (1998)
- Baker: Bootleg (1998)
- Baker: 2G (2000)
- Bootleg: Bootleg 3000 (2003)
- Nike: Gizmo (2019)
- Baker: Baker4 (2019)